# Neinei
Caça-moscas-bicudo, nei-nei ou neinei (Megarynchus pitangua (L.)), também chamado bem-te-vi-do-bico-chato, bem-te-vi-do-bico-largo, bem-te-vi-do-mato-virgem, pitangaçu e pitanguá, é uma ave da família Tyrannidae. É encontrado do México à Argentina e em quase todo o Brasil.

## Etimologia
"Neinei" é um vocábulo onomatopaico. "Bem-te-vi-do-bico-chato" e "bem-te-vi-do-bico-largo" são referências à sua semelhança anatômica com o bem-te-vi e ao seu bico achatado. "Pitanguá" e pitangua vieram do tupi pitã'gwá. "Pitangaçu" veio do tupi pitanguá-açu. Megarynchus é um termo grego que significa "bico grande".

## Características
Medindo aproximadamente 23 cm quando adulto, é uma ave migratória que assemelha-se ao bem-te-vi (Pitangus sulphuratus), porém com bico extremamente largo e achatado, e sua vocalização é diferente.
Vive em florestas, paisagens abertas com árvores esparsas, cerrados e, mais recentemente em áreas urbanas, de preferência onde haja água. Alimenta-se de frutos, artrópodes e, ocasionalmente, também de peixes. Embora o casal tenha o hábito de cantar em dueto, este é mal sincronizado.
Seu ninho é pequeno e construído com ramos secos em partes altas de árvores isoladas. A fêmea põe de 2 a 3 ovos.